# Eaux troubles (film, 1953)
Pour les articles homonymes, voir Eaux troubles.
Pour plus de détails, voir Fiche technique et Distribution.
Eaux troubles (にごりえ, Nigorie) est un film japonais réalisé par Tadashi Imai d'après trois nouvelles d'Ichiyō Higuchi et sorti en 1953.
Il remporte le prix Mainichi du meilleur film en 1954.

## Synopsis
- Trois portraits de femmes sous l'ère Meiji :

1. Une jeune femme abandonne sa famille, retrouve un ami d'enfance puis le quitte sans qu'ils se soient déclaré leur amour réciproque.
2. Une domestique coupable d'avoir volé de l'argent à sa maîtresse est sauvée par le fils de celle-ci.
3. Un homme sombre dans la pauvreté et la déchéance pour l'amour d'une geisha.

## Fiche technique
- Titre français : Eaux troubles
- Titre français alternatif : Destins de femmes
- Titre original : にごりえ (Nigorie?)
- Titre anglais : An Inlet of Muddy Water
- Réalisation : Tadashi Imai
- Scénario : Toshiro Ide, Yōko Mizuki d'après trois récits d'Ichiyo Higuchi
- Photographie : Shun'ichirō Nakao (ja)
- Musique originale : Ikuma Dan
- Décors : Tōtatsu Hirakawa
- Production : Bungakuza, Shinseiki Productions
- Distribution : Shōchiku
- Pays d'origine :  Japon
- Langue originale : japonais
- Format : noir et blanc - 1,37:1 - Format 35 mm - son mono
- Genre : drame
- Durée : 130 minutes
- Date de sortie :
  - Japon : 23 novembre 1953[1]

## Distribution
- Ken Mitsuda : Saito Kanae (1)
- Yatsuko Tan'ami : Harada Seki (1)
- Akiko Tamura : Saito Moyo (1)
- Hiro Kumon : Saito Inosuke (1)
- Yoshiko Kuga : Omine (2)
- Kazuo Kitamura : l'homme au pousse-pousse (2)
- Hisao Toake : Tobei (2)
- Yoshie Minami : O'Yae (3)
- Chikage Awashima : O'Riki (3)
- Sō Yamamura : Asanosuke (3)
- Seiji Miyaguchi : Gen Shichi (3)
- Haruko Sugimura : O'Hatsu (3)

## Distinctions

### Récompenses
- 1954 : Prix Blue Ribbon du meilleur film pour Tadashi Imai[2]
- 1954 : Prix Kinema Junpō du meilleur film japonais de l'année 1953 pour Tadashi Imai
- 1954 : Prix du film Mainichi du meilleur film et du meilleur réalisateur pour Tadashi Imai et de la meilleure actrice dans un second rôle pour Haruko Sugimura[3]

### Sélections
Le film est sélectionné en compétition au festival de Cannes de 1954.